# Ctenolimnophila (Ctenolimnophila) decisa
Ctenolimnophila (Ctenolimnophila) decisa is een tweevleugelige uit de familie steltmuggen (Limoniidae). De soort komt voor in het Neotropisch gebied.